# Intermediaire polar

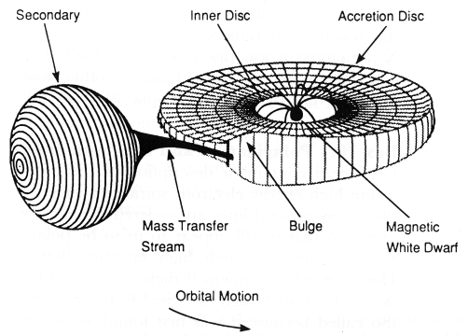
Voorstelling van een intermediaire polar. Materie vloeit uit de begeleidende ster in een accretieschijf rond de witte dwerg, maar raakt verstoord door het magnetische veld van de witte dwerg.

Een intermediaire polar (ook wel DQ Herculis-ster genoemd naar het prototype DQ Herculis) is een type van een cataclysmisch variabele ster, een dubbelstersysteem met een witte dwerg en een koele ster uit de hoofdreeks. In de meeste cataclysmische variabelen wordt materie van de begeleidende ster door de compacte ster afgestroopt en vormt het een accretieschijf om de witte dwerg. In een intermediaire polar vormt zich hetzelfde verschijnsel, echter is het binnenste gedeelte van de schijf verstoord door het magnetisch veld van de dwerg.
De Engelse term "intermediate polar" slaat op de magnetische veldkracht van de witte dwerg, welke ligt tussen niet magnetische cataclysmisch variabelen en sterk magnetische variabelen. Niet magnetische vertonen volledige accretieschijven die tot op het oppervlak rijken van de compacte ster, terwijl sterk magnetische systemen polars een accretiestroom vertonen met een impact op de magnetosfeer van de dwerg.
Op 14 april 2006 waren er 26 bevestigde intermediaire polar systemen. Dit vertegenwoordigt ongeveer 1% van de totaal 1830 cataclysmische variabele systemen gepresenteerd door Downes et al. (2006) in de "Catalog of Cataclysmic Variables". 

## De structuur van deze stersystemen
Bij intermediaire polars vloeit het afgestripte materiaal van de rode reus donorster in een accretieschijf rond de witte dwerg, maar de binnenste schijf hiervan wordt afgeknot door het magnetisch veld van de dwerg. In extreme gevallen kan de schijf in zijn geheel worden verstoord, hoewel dit zelden voorkomt. In de zone waar de schijf is afgeknot begint het gas langs de magnetische veldlijnen van de dwerg te lopen, waarbij de materie een vorm aanneemt die in het Engels "accretion curtains" worden genoemd. Materie van de schijf passeert door deze 'gordijnen' en groeit dan vast op een van de magnetische polen van de dwerg.

## Fysieke eigenschappen
Intermediaire polars zijn sterke röntgenstralers. Deze röntgenstraling wordt gecreëerd door deeltjes met hoge snelheid van de accretiestroom die met een harde schok op het oppervlak van de dwerg belanden. Op het moment dat deeltjes worden afgeremd en afkoelen voordat ze het oppervlak raken, wordt er remstraling geproduceerd en kan daarna geabsorbeerd worden door gas dat de schok zone omringd.
De kracht van het magnetisch veld van de witte dwergen in intermediaire polars zijn doorgaans tussen 1 miljoen en 10 miljoen gauss (100-1000 tesla). Dit is ongeveer een miljoen keer sterker dan het aardmagnetisch veld en komt in de buurt van het maximum wat er in een laboratorium kan worden gemaakt, maar is stukken zwakker dan het magnetisch veld van een neutronenster. Op het kruispunt van de accretiestroom en de oppervlakte van de witte dwerg ontstaat er een hotspot. Omdat een witte dwerg een dipool magnetisch veld heeft, ontstaat er een hotspot op allebei de magnetische polen. Omdat de dwerg een rotatie heeft en het magnetisch veld ook, draaien ook deze hotspots zo rond.
Andere bepalende eigenschappen van intermediaire polars zijn: een sterke helium II emissielijn in het spectrum op 468,6 nanometer, circulaire polarisatie, en de lichtkromme die een aantal verschillende stabiele periodieke veranderingen kan vertonen.

## Bron
- Dit artikel of een eerdere versie ervan is een (gedeeltelijke) vertaling van het artikel Intermediate polar op de Engelstalige Wikipedia, dat onder de licentie Creative Commons Naamsvermelding/Gelijk delen valt. Zie de bewerkingsgeschiedenis aldaar.